# Nedlloyd Van Neck (schip, 1983)
De Nedlloyd Van Neck was een containerschip van Nedlloyd dat in 1983 gebouwd werd door Van der Giessen-de Noord. Het schip werd opgeleverd met een Sulzer 5RLB90 dieselmotor met 19.000 pk die het schip een vaart gaven van zo'n 17 knopen, terwijl het 1444 TEU kon vervoeren. Het was de eerste in een serie van drie, met daarna de Nedlloyd Van Noort en de Nedlloyd Van Diemen. In tegenstelling tot de meeste andere containerschepen beschikten deze over eigen kranen om in kleinere havens zelf te kunnen laden en lossen.
In 1998 werd het schip omgedoopt naar P&O Nedlloyd Houston en in 2006 naar Mercosul Manuas. In 2008 arriveerde het schip in Jiangyin waar het werd gesloopt.